# Elsőajtós felszállás (Budapest)
A budapesti elsőajtós felszállási rendszert 2009. június 2-án vezette be a  Budapesti Közlekedési Zrt. (BKV), először a 87-es, 87A és 187-es, illetve a 141–141A, majd július 1-jén a 40-es buszjáratokon. Lényege, hogy a felszállás pillanatában a bérletet/menetjegyet a járművezetőnek (nagyobb kapacitású éjszakai járatokon a jegyellenőröknek) fel kell mutatni, jegy esetében lyukasztani is kell. Ha az utas ezt nem teszi meg, a járművezető kizárhatja az utazásból. Az ellenőrzésen túl lényege, hogy az utas az első ajtón száll fel, és azon át nem szállhat le, kivételt képeznek a mozgáskorlátozottak és babakocsival utazók, akik a járművön számukra kijelölt helyeken (jellemzően második ajtónál) szállnak fel-le. Az utasáramlás eredményeként az a járműveken addig tartózkodók szükségszerűen a busz középső, illetve hátsó részébe húzódnak. A rendszer bevezetése sikeresnek bizonyult (a legtöbb viszonylatra 2012–13-ban terjesztették ki), mivel 2012-ben a jegyárbevétel az elsőajtós felszállásnak köszönhetően 1,6 milliárd forinttal nőtt. 2025-ben 228 nappali autóbusz-, 14 troli- és 36 éjszakai járat közlekedik első ajtós felszállási rendszerrel, egyes viszonylatokon csak bizonyos időszakokban, vagy bizonyos szakaszokon vagy csak érvényben (lásd lentebb). Vonaljegyet vásárolni a járművezetőknél is lehetséges emelt, 700 forintos összegért.

## Elsőajtós felszállású viszonylatok 2025-ben

### Autóbuszjáratok

#### Nappali
10, 13, 13A, 15, 25, 26, 27, 29, 38, 38A, 39, 40, 40B, 40E, 46, 53, 54, 55, 57, 58, 63, 64, 64A, 65, 65A, 67, 68, 71, 84E, 87, 87A, 88, 88A, 89E, 91, 92, 92A, 93, 93A, 94E, 95, 96, 98, 98E, 100E, 102, 104, 104A, 105, 113, 113A, 117, 118, 119, 120, 121, 122E, 124, 125, 125B, 126, 126A, 128, 129, 130, 131, 134, 137, 138, 140, 140A, 140B, 141, 144, 146, 146A, 147, 149, 150, 150B, 152, 153, 154, 155, 156, 157, 157A, 158, 158B, 160, 161, 161A, 162, 164, 165, 166, 168E, 170, 172, 173, 174, 175, 178, 179, 181, 183, 185, 187, 188, 188E, 191, 193E, 194, 194B, 195, 197, 198, 200E, 202E, 204, 210, 210B, 212, 212A, 212B, 217, 217E, 218, 219, 220, 225, 226, 231, 231B, 236, 236A, 237, 238, 240, 243, 250, 250B, 251, 251A, 251E, 254E, 255E, 257, 260, 262, 264, 266, 268, 269, 270, 272, 277, 278, 279, 279B, 280, 280B, 281, 287, 291, 294E, 296, 296A, 297, 298
- Munkanapokon este 20 óra után: 176E, 244
- Munkanapokon este 20 óra után, valamint hétvégén és ünnepnapokon: 11, 21, 31, 32, 34, 35, 36, 44, 45, 66, 66B, 85, 97E, 101E, 106, 110, 112, 114, 123, 123A, 136, 139, 142E, 148, 151, 169E, 182, 184, 196, 196A, 213, 221, 276E
- Csak hétvégén és ünnepnapokon: 5, 7, 8E, 9, 16, 16A, 20E, 22, 22A, 30, 30A, 33, 99, 116, 132E, 133E, 159, 222, 223E, 224, 230
- Munkanapokon csúcsidőszakban minden ajtó igénybe vehető az alábbi járatokon: 40, 40B, 240

Az 5-ös busz esetében a hétvégi elsőajtós felszállás csak a budai, valamint a Korong utca és a rákospalotai végállomás közötti szakaszra vonatkozik. A 7-es, 110-es, a 112-es és a 133E viszonylatok esetében kizárólag a budai vonalrészen van érvényben a rendszer. A kieső szakaszokon a járművek összes ajtaja igénybe vehető.

#### Éjszakai
901, 908, 908A, 916, 918, 922, 922B, 930, 931, 931A, 937, 938, 940, 941, 943, 948, 960, 963, 964, 966, 968, 972, 972B, 980, 990, 992, 994, 994B, 996, 996A, 998, 999
- Csak szóló buszokon a Széll Kálmán tér – Hűvösvölgy szakaszon: 956
- Csak a vasárnaptól csütörtökig terjedő időszakban: 934, 979, 979A

### Trolibuszjáratok
72, 73, 77, 79, 81, 82, 82A
- Munkanapokon este 20 óra után, valamint hétvégén és ünnepnapokon: 70, 74, 75, 76, 78
- Csak hétvégén és ünnepnapokon: 80, 83

A 72-es esetében az elsőajtós felszállás a Zugló vasútállomás – Ferdinánd híd (Izabella utca) szakaszon minden nap, a Horváth Mihály tér – Orczy tér szakaszon csak hétvégén van érvényben. A köztes belvárosi szakaszon, a Nyugati pályaudvar (Podmaniczky utca) megállótól a Horváth Mihály térig (és vissza) az összes ajtón fel lehet szállni. A 83-as viszonylaton hétvégén a Kálvin tér, Szentkirályi utca és Harminchkettesek tere megállóhelyen nincs érvényben az elsőajtós felszállás, az itt történő felszálláshoz a jármű összes ajtaja használható.

## Ideiglenes felfüggesztése a koronavírus-járvány idején
A Covid19-pandémia okán, Karácsony Gergely budapesti főpolgármester döntése alapján, 2020. március 12-én éjféltől felfüggesztette a BKK a budapesti viszonylatokon az elsőajtós felszállási rendet. A szolgáltatást továbbra is csak jegy vagy bérlet megváltásával lehetett igénybe venni, az intézkedés csupán a járművek jobb szellőzését szolgálta, illetve az esetleges tömörülést volt hivatott megakadályozni. 2020. március 16. és június 14. között, illetve 2021. március 29. és május 9. a járművek elejét a járművezetők egészségének védelme érdekében kordonnal zárták le, az első felszállósáv és a kordon közötti részre az utasok nem léphettek be.